# 段續綸
段續綸（？—？），直隸人，清朝官員。鴻臚寺書吏出身。

## 生平
段續綸於1750年（乾隆15年）接替虞文桂，於台灣台北地區兩度擔任八里坌巡檢一職，是大台北地區的地方父母官。